# Conyza welwitschii
Conyza welwitschii là một loài thực vật có hoa trong họ Cúc. Loài này được (S.Moore) Wild mô tả khoa học đầu tiên năm 1969.